# Jean Collell Cuatrecasas
Jean Collell Cuatrecasas (Vic, 20 janvier 1864 - Vic, 5 octobre 1921) est un prêtre espagnol fondateur des Servantes du Sacré Cœur de Jésus de Vic et reconnu vénérable par l'Église catholique.

## Biographie
Il naît le 20 janvier 1864 à Vic dans un milieu familial modeste. Il entre au séminaire en 1873 et reçoit l'ordination sacerdotale le 18 décembre 1886. Il commence son ministère sacerdotal en aidant son oncle qui est prêtre à Vic. À l'été 1887, il est envoyé comme vicaire à Montanyola. Après avoir obtenu une licence en théologie en 1887, il se voit attribuer le poste de directeur spirituel du séminaire.
Après les exercices spirituels à Manresa en 1890, il prend la décision d'aider les jeunes de la région de Vic. En effet, il est témoin de la pauvreté des jeunes ouvrières. Pour les aider, il pense à ouvrir des foyers où elles peuvent apprendre un travail et recevoir un enseignement. Le 2 février 1891, il fonde la congrégation avec l'aide de Pia Criach Genestos et Carmen Soler dans le but d'aider les jeunes ouvrières. En 1895, l'évêque souhaite que les sœurs fusionnent avec les sœurs trinitaires de Madrid de François Méndez Casariego mais la tentative échoue.
La même année, le fondateur prépare des constitutions qui sont approuvées par l'évêque le 31 décembre 1896. Après leur noviciat, les sœurs prononcent leurs vœux le 17 décembre 1898. Des fondations s'ouvrent dans les villages, à côté des usines de textile, et les sœurs accueillent les jeunes ouvrières dans les internats, s'occupent des repas des ouvrières et ont une garderie pour leurs enfants, ainsi qu'une école du soir pour favoriser leur ascension sociale.
En 1902, il abandonne l'enseignement du séminaire et il reçoit un modeste bénéfice en servant dans l'église de La Piedad. En 1904, il assiste aux vœux perpétuels des premières religieuses. Vers la fin 1912, il va en Belgique pour se renseigner sur les travaux de formation et d'assistance pour les travailleurs de ce pays. En septembre 1916, elle assiste les sœurs qui se rassemblent au chapitre de la congrégation. Pia Criach est choisie comme première supérieure de l'institut et pendant son gouvernement, plus de dix communautés sont fondées en Espagne ; elles obtiennent l'approbation diocésaine le 19 juillet 1926.
Le 8 avril 1919, sa santé se détériore à cause d'un cancer, à tel point qu'il reçoit l'onction des malades. Le 15 août 1921, il célèbre sa dernière messe et voit son désir de jeunesse de pouvoir prononcer les vœux dans la Compagnie de Jésus entre les mains du Père Ramón Creixans. Il décède le 5 octobre 1921. En 1984, le procès de béatification de Jean Collell Cuatrecasas est ouvert à Vic à la demande des sœurs servantes du Sacré-Cœur. Il est reconnu vénérable le 11 juin 1995 par le pape Jean-Paul II.